# Sebastian Bieniek
Sebastian Bieniek (Czarnowasy, Poljska, 24. travnja 1975. - 9. veljače 2022.) je njemački redatelj, umjetnik, fotograf i pisac. Njegov rad uključuje radove kao što su Bieniek-Lice (Bieniek-Face), Bieniek-Ruka (Bieniek-Hand), Bieniek-Tekst (Bieniek-Text), Bieniek-Paint, Bieniek-Tijelo (Bieniek-Body) i Bieniek-Mjesto (Bieniek-Set).

## Životopis
Sebastian Bieniek je proveo djetinjstvo u Poljskoj, kasnije je s obitelji emigrirao u Zapadnu Njemačku. Njegov interes za umjetnost, posebno slikarstvo, probudio se vrlo rano,  a sudjelovao je u brojnim izložbama u dobi od 20 godina. Na fakultetu u Braunschweigu izučavao je fotografiju, a potom je magistrirao na Berlinskom sveučilištu za umjetnost. Prve filmove je napravio na Berlinskom sveučilištu. Radio je u inozemstvu nakon toga dobio je i radnu stipendiju u francuskom Rennesu, gdje je završio mnoga djela. Započeo je studij na Njemačkoj filmskoj i televizijskoj akademiji 2002 godine. Napisao je knjigu REALFAKE.

## Filmografija
- 2002.: Zero
- 2004.: Sand
- 2005.: Sugar
- 2007.: The Gamblers
- 2008.: Silvester Home Run

## Vanjske poveznice
- Službena web stranica Sebastiana Bienieka sa slikanjem
- Službena web stranica Sebastiana Bienieka s fotografijama
- Službena web stranica Sebastiana Bienieka s konceptualnom umjetnošću